# Sibutad
Sibutad è una municipalità di quarta classe delle Filippine, situata nella Provincia di Zamboanga del Norte, nella regione della Penisola di Zamboanga.
Sibutad è formata da 16 baranggay:
- Bagacay
- Calilic
- Calube
- Delapa
- Kanim
- Libay
- Magsaysay
- Marapong
- Minlasag
- Oyan
- Panganuran
- Poblacion (Sibutad)
- Sawang
- Sibuloc
- Sinipay
- Sipaloc